# Xaluis
Xaluis är en ort i Mexiko.   Den ligger i kommunen Milpa Alta och delstaten Distrito Federal, i den sydöstra delen av landet, 28 km söder om huvudstaden Mexico City. Xaluis ligger 2 630 meter över havet och antalet invånare är 153.
Terrängen runt Xaluis är bergig, och sluttar norrut. Runt Xaluis är det mycket tätbefolkat, med 2 431 invånare per kvadratkilometer. Närmaste större samhälle är Iztapalapa, 19,2 km norr om Xaluis. I omgivningarna runt Xaluis växer huvudsakligen savannskog.